# Кей Бейлі Гатчисон
Кей Енн Бейлі (англ. Kathryn Ann Bailey), у шлюбі Бейлі Гатчисон (англ. Kay Bailey Hutchison; нар. 22 липня 1943, Галвестон, Техас) — американська політик з Республіканської партії. Сенаторка США від Техасу з 1993 по 2013 роки. З 28 серпня 2017 до 20 січня 2021 року — постійна представниця США при НАТО. Також банкірка, адвокатка, журналістка та підприємиця.

## Життєпис
Виросла у Ла-Марку, штат Техас. Одружилася зі студентом-медиком, розлучилася. 1978 одружилася з адвокатом Реєм Гатчисоном.
1962 року здобула ступінь бакалавра, а 1967 — доктора права в Техаському університеті в Остіні. Працювала юридичною і політичною кореспонденткою на місцевій телевізійній станції KPRC-TV в Г'юстоні. Була членом Палати представників Техасу з 1972 до 1976 і віцепрезидентом Національної ради з безпеки на транспорті з 1976 по 1978.
1982 року балотувалась до Палати представників США, програвши республіканські праймеріз Стіву Бартлетту. Залишила політику протягом деякого часу і зробила успішну кар'єру в банківській галузі. У 1991 році обрана скарбницею штату Техас.
29 червня 2017 року президент Дональд Трамп висунув кандидатуру Гатчісон на посаду наступної постійної представниці США при НАТО. 3 серпня 2017 року Сенат США затвердив її кандидатуру голосуванням.